# پی‌تاب (مهرستان)
پی‌تاب یا کمال‌آباد، روستایی در دهستان زابلی بخش مرکزی شهرستان مهرستان در استان سیستان و بلوچستان ایران است.

## جمعیت
بر پایه سرشماری عمومی نفوس و مسکن در سال ۱۳۹۵، جمعیت این روستا برابر با ۱۵ نفر (۴ خانوار) بوده‌است.